# Lukas Knapp
Lukas Knapp (ur. 29 maja 1997) – austriacki wspinacz sportowy specjalizujący się we wspinaczce na czas, mistrz igrzysk europejskich. Pochodzi z Hof bei Salzburg.

## Wyniki
| Impreza                     | Rok  | Gospodarz  | na czas |
| --------------------------- | ---- | ---------- | ------- |
| Mistrzostwa świata          | 2018 | Innsbruck  | 23      |
| Mistrzostwa świata          | 2023 | Berno      | 37      |
| Igrzyska europejskie        | 2023 | Tarnów     | 01 !    |
| Mistrzostwa Europy          | 2019 | Edynburg   | 13      |
| Mistrzostwa Europy          | 2022 | Monachium  | 11      |
| Mistrzostwa świata juniorów | 2015 | Arco       | 13      |
| Mistrzostwa Europy juniorów | 2015 | Edynburg   | 10      |
| Mistrzostwa Europy juniorów | 2016 | Mitterdorf | 6       |